# Medico condotto
Il medico condotto, in Italia, era un medico, dipendente del comune, che prestava assistenza sanitaria gratuita ai poveri e, dietro pagamento dei compensi stabiliti secondo un tariffario, agli altri cittadini. La figura è stata abolita con la Riforma Sanitaria del 1978 e sostituita in parte, per le sole funzioni pubbliche, dal Servizio di Igiene Pubblica territoriale e non dal (inesistente giuridicamente) medico di famiglia il quale è un libero professionista convenzionato col SSN, che già preesisteva.

## Storia
È stata la prima istituzione messa in pratica dalle autorità per tutelare la salute pubblica, non solo fronteggiando calamità o carestie, ma anche assicurando un minimo di assistenza a persone incapaci (per povertà o per mancanza di autosufficienza) di provvedervi autonomamente o attraverso la rete familiare.
Figure simili ai medici condotti si trovano infatti già nell'Antica Roma: mentre gli egizi conoscevano solo la medicina "sacerdotale" e i greci la medicina "individuale", a Roma ci fu una crescente attenzione alla salute collettiva (acquedotti, annona, terme, palestre); ad esempio, l'imperatore Antonino Pio stabilì che ogni città dell'Impero avesse dieci, sette o cinque archiatri populares, secondo la popolazione; Roma ne aveva quattordici, uno per ogni distretto in cui era divisa. Erano medici, eletti dalla cittadinanza e pagati dalla città, incaricati tra l'altro di curare i poveri infermi.
Nella forma giunta fino al secolo scorso e già allora con il nome di condotta, questa istituzione risale al periodo comunale (XIII secolo). I comuni, prima affermazione della borghesia urbana e imprenditoriale a fianco dell'aristocrazia feudale, stipularono contratti con medici, stipendiandoli perché si occupassero della cura degli indigenti, sia per senso di carità cristiana, sia per motivi di tranquillità sociale. Questi contratti erano detti di condotta, termine che deriva dal verbo condurre nel significato, ormai antiquato, di prendere in locazione una cosa o il lavoro di qualcuno, stipendiare: è la stessa radice del termine condottiero che, infatti, designa il comandante militare assoldato con un contratto di questo genere. Tali medici erano spesso aiutati da persone prive di formazione universitaria, noti come medici illetterati e chirurghi rurales. Questo tipo di assistenza, dapprima nell'Italia dei Comuni, si sviluppò successivamente nelle zone feudali e anche in Francia, in Germania e nelle Fiandre, anche a seguito della comparsa delle Università, che davano una garanzia sulla competenza dei medici.
Il mantenimento di una condotta costituiva in ogni caso un onere pesante per le casse dei piccoli comuni o dei villaggi rurali, ma la presenza delle confraternite religiose contribuì allo sviluppo di questa istituzione anche nelle campagne e in tutto il resto dell'Europa. Il più celebre dei medici condotti fu Robert Koch, che all'inizio della carriera esercitò nella condotta rurale di Wollstein, nella Prussia orientale (oggi Wolsztyn, Polonia) e iniziò con un microscopio, regalatogli dalla moglie, i suoi studi sulla tubercolosi e sul carbonchio.
La prima persona di sesso femminile a ricoprire il ruolo di medico condotto è stata Adelasia Cocco nel 1914.
La legge 22 dicembre 1888, n. 4859 obbligò ogni comune italiano ad assumere un medico condotto per l'assistenza sanitaria di prossimità, sino al 1978 quando con l'istituzione servizio sanitario nazionale venne abolito e sostituito, per le sole funzioni di sanità pubblica, dal Servizio di Igiene Pubblica territoriale, mentre il medico di medicina generale, che già preesisteva, avrebbe svolto l'attività assistenziale.

## Funzioni
Al medico condotto potevano anche essere temporaneamente affidate le funzioni di ufficiale sanitario, se non era possibile assegnarne uno al comune, anche in consorzio con altri, per la ridotta popolazione, le condizioni economiche o le difficoltà di comunicazioni con i comuni confinanti. Egli doveva avere obbligatoriamente la residenza nel comune nel quale aveva la cosiddetta condotta, ed era tenuto a fornire obbligatoriamente la propria assistenza 24 ore al giorno, in modo gratuito ai cittadini poveri.